# Glanshammar
Glanshammar – miejscowość (tätort) w Szwecji, w regionie administracyjnym (län) Örebro, w gminie Örebro.
Według danych Szwedzkiego Urzędu Statystycznego liczba ludności wyniosła: 778 (31 grudnia 2015), 787 (31 grudnia 2018) i 800 (31 grudnia 2019).